# Faxing Berlin
Faxing Berlin è un singolo realizzato dal produttore discografico canadese deadmau5.

## Descrizione
Inizialmente, la traccia era conosciuta come Da Outer Limits, ma fu ribattezzata in Faxing Berlin in seguito, durante una telefonata con Max Graham, che riattaccò per inviare via fax qualcosa a Berlino. La traccia è stata anche il primo singolo estratto dal terzo album in studio di Zimmerman Random Album Title sotto mau5trap, poi fatto rimuovere da Play cui ne possedeva i diritti. La traccia è anche il primo singolo estratto del primo volume della serie di compilation At Play. Nel 2022 Play realizza una ristampa in vinile contenente il mix originale, una versione radio, una versione acustica e l'edit del produttore Chris Lake.
Nel lato B della versione in vinile originale del 2007 è presente il brano Jaded, disponibile solo in questo formato fino al suo rilascio ufficiale nel 2024.

## Controversie
Nel 2008, un artista chiamato DirtyCircuit affermò di essere stato minacciato di azioni legali dopo aver utilizzato il campione LP_Faxing Berlin C_128bpm fornito in bundle con FL Studio, di cui deadmau5 rivendicò il copyright. Il campione era di un'intera battuta della canzone. Il caso ha causato un leggero disagio tra gli utenti di FL Studio, alcuni dei quali hanno segnalato potenziali incongruenze nell'EULA del software.

## Tracce

### Vinile (2007, mau5trap)
1. Faxing Berlin (Chris Lake Edit)
2. Jaded

### Vinile (2007, Cinnamon Flava)
1. Faxing Berlin (Chris Lake Edit)
2. Faxing Berlin
3. Jaded
4. Jaded (Ambient Mix)

Vinile (2022, Play)
1. Faxing Berlin
2. Faxing Berlin (Chris Lake Edit)
3. Faxing Berlin (Piano Acoustic Mix & Radio Edit)

## Classifiche
| Classifica (2006)             | Posizione massima |
| ----------------------------- | ----------------- |
| Billboard US Dance Club Chart | 6                 |